# Meinrad I van Hohenzollern-Sigmaringen
Meinrad I van Hohenzollern-Sigmaringen (München, 1605 - Sigmaringen, 30 januari 1681) was van 1638 tot aan zijn dood vorst van Hohenzollern-Sigmaringen en graaf van Hohenzollern-Haigerloch. Hij behoorde tot het huis Hohenzollern-Sigmaringen.

## Levensloop
Meinrad I was de zoon van vorst Johan van Hohenzollern-Sigmaringen en Johanna van Hohenzollern-Hechingen, dochter van graaf Eitel Frederik I van Hohenzollern-Hechingen. Hij werd geboren in München, waar zijn vader als voorzitter van de Geheime Raad van hertog Maximiliaan I van Beieren fungeerde. 
In zijn jeugd maakte hij de gebeurtenissen van de Dertigjarige Oorlog mee. Meinrad besloot een militaire loopbaan te volgen en diende op zeventiende al in het Beierse leger. Hij stond onder het bevel van generaal Johan t'Serclaes van Tilly, die in de Dertigjarige Oorlog veldheer was aan de katholieke zijde. Hij nam onder meer deel aan de Slag bij Lutter op 27 augustus 1626, waar de keizerlijke troepen de Deense troepen versloegen. Ook vocht hij onder Gottfried Heinrich zu Pappenheim tegen protestantse opstandelingen in Oostenrijk. Later werd Meinrad een invloedrijk raadgever van keurvorst Maximiliaan I van Beieren.
In 1638 volgde hij zijn vader op als vorst van Hohenzollern-Sigmaringen en graaf van Hohenzollern-Haigerloch. Hij erfde een door oorlog verwoest en leeggebloed land. In 1646 vielen de Fransen onder leiding van Henri de La Tour d'Auvergne en de Zweden onder leiding van Carl Gustaf Wrangel Zwaben en Beieren. Uiteindelijk werd de Dertigjarige Oorlog in 1648 beëindigd met de Vrede van Westfalen.
Meinrad had van zijn vader een groot privévermogen geërfd en ook de bruidsschat van zijn echtgenote was aanzienlijk. De verwoestingen tijdens de Dertigjarige Oorlog veroorzaakten een ernstige verzwakking van de economie van Hohenzollern-Sigmaringen. Door de middelen die Meinrad voorhanden had, was de wederopbouw een stuk gemakkelijker. Toch kon Meinrad de negatieve economische gevolgen niet volledig uitwissen in zijn nochtans lange regeerperiode. Ook liet hij het Slot Sigmaringen, dat gedeeltelijk in de as was gelegd, en het Slot Haigerloch wederopbouwen en moderniseren(1658-1659).  
Meinrad I stierf in januari 1681 op 75-jarige leeftijd. Hij liet Sigmaringen na aan zijn oudste zoon Maximiliaan en Haigerloch aan zijn jongste zoon Frans Anton.

## Huwelijk en nakomelingen
Op 7 mei 1635 huwde Meinrad met Anna Maria (1613-1662), dochter van vrijheer Ferdinand van Törring-Seefeld. Ze kregen zeventien kinderen:
- Maximiliaan (1636-1689), vorst van Hohenzollern-Sigmaringen
- Johan Karel (1637-1637)
- Maria Anna (1638-1638)
- Ferdinand Frans (1639-1662), stierf bij een jachtongeval
- Maria Johanna (1640-1707), priorin van het klooster van Inzigkofen
- Meinrad (1641-1642)
- Christoffel (1642-1642)
- Ignatius (1643-1643)
- Maria Magdalena (1643-1663)
- Maria Menodora (1644-1664), kloosterzuster
- Maria Catharina (1645-1645)
- Maria Theresia (1647-1647)
- Johan Meinrad (1648-1648)
- Maria Francisca (1649-1712), priorin van het klooster van Inzigkofen
- Johan Felix (1651-1651)
- Anna Maria (1654-1678), huwde in 1672 met graaf Anton Eusebius van Königsegg-Aulendorf
- Frans Anton (1657-1702), graaf van Hohenzollern-Haigerloch